# Jeřice
Jeřice är en ort i Tjeckien. Den ligger i den centrala delen av landet, 90 km öster om huvudstaden Prag. Jeřice ligger 280 meter över havet och antalet invånare är 387.
Terrängen runt Jeřice är platt. Runt Jeřice är det tätbefolkat, med 570 invånare per kvadratkilometer. Närmaste större samhälle är Hradec Králové, 18,5 km sydost om Jeřice. Trakten runt Jeřice består till största delen av jordbruksmark.